# Johann Christoph Pepusch
Johann Christoph Pepusch   (Berlín, 1667 (Julià) - Londres, 20 de juliol de 1752 (Julià)) fou un compositor i teòric alemany.
Era fill d'un eclesiàstic protestant de fortuna molt mediocre, pel qual Pepusch hagué de lluitar amb algunes dificultats per a perfeccionar el seu talent musical. A partir de catorze anys estigué al servei de la cort prussiana, en la qual romangué fins al 1700, i en la qual treballà amb tanta perseverança, que aconseguí a conèixer amb profunditat l'art musical. El 1698 es va veure precisat a deixar Berlín per motius secrets (se suposa que fou testimoni d'un duel en el que un dels contendents era una alta personalitat), i primer s'establí a Holanda i després a Anglaterra (1700). Finalment a partir del 1704 resideix a Londres, on lo li fou difícil trobar feina; treballà com a violinista i, més tard, com a clavecinista al Drury Lane Theatre. En aquest teatre, entre el 1707 i el 1716 presentà diverses mascarades, de les quals destacaren Venus and Adonis (1715) i Apollo and Daphne (1716). El 1712 el duc de Chandos, gran protector dels músics, el nomenà organista i compositor de la seva capella de Cannons, i l'any següent, el 1713 es doctorà en música per la Universitat d'Oxford i pocs anys després fou nomenat director musical del duc de Chandos, per a la capella del qual compongué un magníficat i diversos himnes. Durant aquests anys travà amistat amb Johan Helmich Roman anomenat "el pare de la música sueca".
Poc temps després se li confià la direcció de l'orquestra del teatre Lincoln's Inn Fields, càrrec que desenvolupà durant molts anys. El 1724 intentà traslladar-se a les Illes Bermudes, en companyia de Berkeley, per a fundar-hi una acadèmia, però en sofrir un naufragi, desistí d'aquella empresa i retornà a Anglaterra. El seu casament amb la cantatriu Margherita de L'Epine, efectuat el 1730, el va treure de l'estretor pecuniària en que es trobava, ja que la seva esposa li aportà amb dot 250.000 francs. Finalment, el 1737 se'l nomenà organista de Charter House, de Londres, el que li proporcionà moltes estones d'oci que emprà molt bé en treballs sobre música. Pot considerar-se com el fundador de l'Academy of Ancient Music, i va pertànyer a la Royal Society londinenca.
Després del gran èxit que aconseguí la ballad opera de John Gay The Beggar's Opera (L'òpera del captaire, 1728), en la qual Pepusch col·laborà component l'obertura i part del baix, ell mateix n'escriví la continuació, titulada Polly (1729).
El 1735 reorganitzà l'Academy of Ancient Music per convertir-la en un seminari per a la instrucció musical dels joves. Fou molt sol·licitat com a professor i tingué nombrosos deixebles, entre els quals destacaren William Boyce, Barnabas Gunn, James Nares, Benjamin Cooke, Johan Helmich Roman i John Travers. Compositor culte i refinat, la seva música teatral i les seves cantates angleses mostraren sempre una escriptura curosa i elegant. La música instrumental conservada de Pepusch consta de més de cent sonates per a violí o flauta, diversos concerti grossi i altres peces de factura diversa. Moltes d'aquestes composicions són estructurades sobre l'esquema de quatre moviments d'Arcangelo Corelli, del qual Pepusch publicà sonates i concerts. També escriví diversos tractats teòrics com: A treatise on harmony (1731), un tractat sobre els tres mòduls, i un altre treball al que li'n donà el títol On the various genera and species of music among the Ancients, with some observations concernint their scales.